# Pinstripe Bowl 2016
Match précédent Match suivant
Le Pinstripe Bowl 2016 est un match de football américain de niveau universitaire joué après la saison régulière de 2016, le 28 décembre 2016 au Yankee Stadium situé dans le Bronx dans l'état de New York aux États-Unis.
Il s'agit de la 7e édition du Pinstripe Bowl.
Le match met en présence les équipes des Panthers de Pittsburgh issus de la Atlantic Coast Conference et des Wildcats de Northwestern issus de la Big Ten Conference.
Il débute à 14 heures locales et est retransmis en télévision sur ESPN.
Sponsorisé par la société New Era Cap Company, le match est officiellement dénommé le New Era Pinstripe Bowl 2016.
Northwestern gagne le match sur le score de 31 à 24.

## Présentation du match
| Équipes                                                                                          | Conférences | Entraîneurs         | Stats. saison rég. | Classements avant le bowl CFP-AP-Coaches |
| ------------------------------------------------------------------------------------------------ | ----------- | ------------------- | ------------------ | ---------------------------------------- |
| Panthers de Pittsburgh                                                                           | ACC         | Pat Narduzzi (en)   | 8 - 4              | #22 - #23 - NC                           |
| Wildcats de Northwestern                                                                         | Big Ten     | Pat Fitzgerald (en) | 6 - 6              | NC                                       |
| Arbitre : Dan Romeo (Big 12) Équipe donnée favorite par les bookmakers : Pittsburgh par 5 points |             |                     |                    |                                          |

Il s'agit de la 7e rencontre entre ces deux équipes (3 victoires chacune).
Leur dernière rencontre a eu lieu le 29 septembre 1973 et a vu la victoire des Panthers de Pittsburgh par le score de 21 à 14.

### Panthers de Pittsburgh
Avec un bilan global en saison régulière de 8 victoires et 4 défaites, Pittsburgh est éligible et accepte l'invitation pour participer au Pinstripe Bowl de 2016.
Ils terminent 4e de la Coastal Division de l'Atlantic Coast Conference derrière no 16 Virginia Tech, North Carolina	et no 20 Miami, avec un bilan en matchs de conférence de 5 victoires et 3 défaites.
À l'issue de la saison 2016 (bowl non compris), ils seront classés #22 aux classements CFP et AP, # 23 au classement AP et non classés au classement Coaches.
Il s'agit de leur toute 1re apparition au Pinstripe Bowl.

### Wildcats de Northwestern
Avec un bilan global en saison régulière de 6 victoires et 6 défaites, Northwestern est éligible et accepte l'invitation pour participer au Pinstripe Bowl de 2016.
Ils terminent 5e de la West Division de la Big Ten Conference derrière no 9 Wisconsin, Iowa, Nebraska et Minnesota, avec un bilan en matchs de conférence de 5 victoires et 4 défaites.
À l'issue de la saison 2016, ils n'apparaissent pas dans les classements CFP, AP et Coaches.
Il s'agit de leur toute 1re apparition au Pinstripe Bowl.

## Résumé du match
Début du match à 14 h 00, fin à 17 h 34 pour une durée totale de jeu de 3 h 34 min .
Températures de 4 °C, vent de Nord-Ouest de 23 km/h , ciel partiellement nuageux.
| QT          | Temps       | Drive       | Drive       | Drive       | Équipe      | Description de l'action | Score | Score |
| QT          | Temps       | Jeux        | Yards       | TDP         | Équipe      | Description de l'action | PITT  | NW    |
| ----------- | ----------- | ----------- | ----------- | ----------- | ----------- | --- | ----- | ----- |
| 1           | 11:53       | 5           | 30          | 01:14       | PITT        | FG de 46 yards par K Chris Blewitt | 3     | 0     |
| 2           | 14:31       | 10          | 99          | 04:19       | NW          | TD à la suite d'une course de 8 yards par RB Justin Jackson + 1 extra-point par K Jack Mitchell                                         | 3     | 7     |
| 2           | 03:08       | 8           | 74          | 02:35       | NW          | TD à la suite d'une course de 16 yards par RB Justin Jackson + 1 extra-point par K Jack Mitchell                                        | 3     | 14    |
| 2           | 02:51       | 1           | 69          | 00:11       | PITT        | TD de 69 yards par WR Jester Weah à la suite d'une réception d'une passe de QB Nathan Peterman + 1 extra-point par K Chris Blewitt      | 10    | 14    |
| 3           | 13:13       | 4           | 68          | 01:46       | PITT        | TD à la suite d'une course de 5 yards par QB Nathan Peterman + 1 extra-point par K Chris Blewitt                                        | 17    | 14    |
| 3           | 07:47       | 14          | 89          | 05:18       | NW          | TD à la suite d'une course de 40 yards par RB Justin Jackson + 1 extra-point par K Jack Mitchell                                        | 17    | 21    |
| 4           | 13:15       | 6           | 22          | 03:20       | PITT        | TD de 6 yards par FB George Aston à la suite d'une réception d'une passe de QB Ben DiNucci + 1 extra-point par K Chris Blewitt          | 24    | 21    |
| 4           | 08:23       | 14          | 76          | 04:44       | NW          | TD de 21 yards par S Garrett Dickerson à la suite d'une réception d'une passe de QB Clayton Thorson + 1 extra-point par K Jack Mitchell | 24    | 28    |
| 4           | 06:17       | 5           | 9           | 01:57       | NW          | FG de 37 yards par K Jack Mitchell | 24    | 31    |
| Score final | Score final | Score final | Score final | Score final | Score final | Score final | 24    | 31    |

## Statistiques
| Meilleur joueur (MVP) |              |       |
| Nom                   | Équipe       | Poste |
| Justin Jackson        | Northwestern | RB    |

| Statistiques par équipe                |                                                       |                                                     |
| Statistiques                           | PITT                                                  | NW                                                  |
| 1er down                               | 18                                                    | 27                                                  |
| 1er down à la course                   | 9                                                     | 10                                                  |
| 1er down à la passe                    | 8                                                     | 15                                                  |
| 1er down suite pénalité                | 1                                                     | 2                                                   |
| Conversion de 3e down                  | 6/13                                                  | 9/19                                                |
| Conversion de 4e down                  | 0/2                                                   | 4/4                                                 |
| Jeux–yards                             | 61 jeux pour 438 yards                                | 86 jeux pour 462 yards                              |
| Yards à la course                      | 32 courses pour 169 yards moyenne de 5,3 yards/course | 50 courses pour 248 yards moyenne de 5 yards/course |
| Yards à la passe                       | 239                                                   | 214                                                 |
| Passes : Réussies-Tentées-Interceptées | 16/29 passes complétées, 3 interceptions              | 23/36 passes complétées, 1 interception             |
| Réussite en zone rouge/chances         | 3/7                                                   | 3/4                                                 |
| TD                                     | 3                                                     | 4                                                   |
| Field Goals                            | 1/2                                                   | 1/1                                                 |
| Sacks (Nombre-Yards)                   | 4 pour 20 yards adverses perdus                       | 1 pour 18 yards adverses perdus                     |
| Fumbles (Nombre/Perdus)                | 2/1                                                   | 1/1                                                 |
| Pénalités (Nombre/Yards perdus)        | 5 pour 50 yards perdus                                | 4 pour 35 yards perdus                              |
| Temps de possession                    | 24:38                                                 | 35:22                                               |

| Statistiques individuelles |                   |                                                                         |
| Quaterbacks                |                   |                                                                         |
| PITT                       | Nathan Peterman   | 13/18 passes complétées, 253 yards, 1 interception, 1 TD, 1 sack subi   |
| NW                         | Clayton Thorson   | 23/26 passes complétées, 214 yards, 1 interception, 1 TD, 4 sacks subis |
| Meilleurs coureurs         |                   |                                                                         |
| PITT                       | Quadree Henderson | 6 courses pour 76 yards nets gagnés, 0 TD, moyenne de 12,7 yards/course |
| NW                         | Justin Jackson    | 32 courses pour 224 yards nets gagnés, 3 TDs, moyenne de 7 yards/course |
| Meilleurs receveurs        |                   |                                                                         |
| PITT                       | Dontez Ford       | 3 réceptions pour 53 yards gagnés, 0 TD                                 |
| NW                         | Austin Carr       | 6 réceptions pour 51 yards gagnés, 0 TD                                 |
| Meilleurs tacleurs         |                   |                                                                         |
| PITT                       | Galambos, Matt    | 15 tacles dont 6 en solo, 2 TFL (3 yards), 1 Fumble recouvert (0 yard)  |
| NW                         | Williams, Trae    | 8 tacles dont 5 en solo.                                                |